# Carlo Domenico a Marca
Carlo Domenico a Marca (* 8. Oktober 1725 in Mesocco; † 25. Januar 1791 in Roveredo GR) war ein Schweizer Politiker, Richter, Landammann sowie Präsident der Syndikatur in Veltlin und Podestà.

## Biografie
Carlo Domenico war Sohn des Notars und Landammanns von Mesocco Giuseppe Maria und dessen Ehefrau Maria Domenica Ciocco. Er heiratete Maria Orsola Fantoni und nach deren Tod Maria Margherita Toschini. Aus seinen beiden Ehen hatte er 22 Kinder. Er war Konsul, Richter, Landammann des Vikariats von Mesocco und mehrmals Abgeordneter der Landtage der Drei Bünde. In den Jahren 1771–1773 war er Podestà in Tirano; 1780 wurde er zum Präsidenten der Syndikatur gewählt, die ins Valtellina entsandt wurde.
Er war auch im Handel, vor allem mit Holz, und in Finanzgeschäften sehr aktiv und erhob enorme Ansprüche auf die Gemeinde Leggia. 1775 erwarb er den Besitz des gesamten Tals mit Almen und Wäldern als Gegenleistung. Diese Situation führte im 19. Jahrhundert zu einem langen Konflikt zwischen der Gemeinde Leggia und seinen Nachkommen, der erst 1858 beendet wurde.